# 日本未来の党 (政治団体)
日本未来の党（にっぽんみらいのとう、英語: Tomorrow Party of Japan）は、日本の政治団体。2012年11月27日に結成された日本未来の党（以下、旧未来の党）を離党した嘉田由紀子滋賀県知事、阿部知子衆議院議員らによって結成された。2014年12月31日解散。

## 沿革

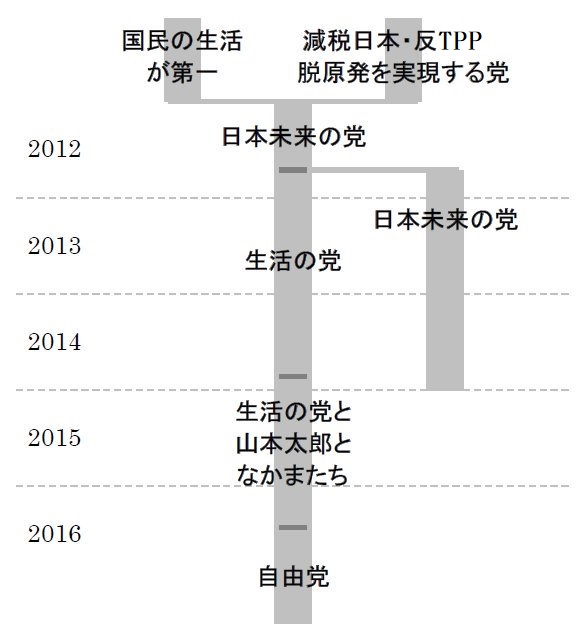
日本未来の党の系譜

前身となる旧未来の党は2012年11月27日に嘉田によって結成され、小沢一郎が率いる国民の生活が第一（届出略称：生活）と減税日本・反TPP・脱原発を実現する党（届出予定略称：脱原発）の全国会議員やみどりの風の衆議院議員、社会民主党内で福島瑞穂党首と対立していた阿部知子衆議院議員が合流するなど、左派系の新政党が結集し、衆参国会議員69人の大所帯となった。しかし、12月16日投開票第46回衆議院議員総選挙では嘉田が小沢と組んだことを嘉田の支持者が批判、それまで一貫して嘉田を支持してきた地域政党の対話でつなごう滋賀の会が自主投票とするなど足並みが揃わず苦戦。最大勢力を率いた小沢の人気低下も重なり、解散時の61議席に対して獲得議席は9議席という大敗を喫する。合流勢力のうち、みどりの風と、旧「脱原発」の母体となった地域政党である旧減税日本は系列候補を当選させることができなかった。この時点で、国会議員の勢力は生活出身の小沢系が15人、その他は阿部と旧「脱原発」の亀井静香のみという状況であった。
選挙後、まず減税日本が地域政党としての再出発を表明。さらに嘉田が阿部を共同代表とする人事案を提示したことをきっかけに、嘉田・阿部および飯田哲也代表代行（落選）らと国会議員のほとんどを占める小沢系の対立が表面化。12月27日に党は分裂し、亀井は無所属を経てみどりの風に入党、小沢系議員15名は旧未来の党を名称変更する形で「生活の党」を結成、嘉田・阿部・飯田は旧未来の党の名称を引き継ぐ形で新たに「日本未来の党」を発足させた。その結果「日本未来の党」という会派は衆参ともになくなる（一人会派は認められていないため）。
滋賀県議会における知事と党首の兼務解消要求決議可決を受け、2013年1月4日、嘉田が党代表を辞任すると表明。1月20日、都内で結成総会が開かれ、嘉田の代表辞任が正式了承された。嘉田は代表代行を辞任した飯田と共に政策アドバイザーに就任し、阿部が新代表兼幹事長に就任した。
5月17日、阿部が「未来」の代表を続投したままみどりの風に合流、代表代行に就任した。これ以降党としての表立った活動は見られず、公式サイトも2014年7月時点で閉鎖され、跡地は未来の党と無関係なアフィリエイトサイトになっている。また党の事務所としては、当初は阿部の国会事務所を届け出ていたが、2013年12月31日時点では元清瀬市議会議員の事務所所在地に移転した。
2014年（平成26年）12月31日に解散。嘉田は解散前の2014年7月19日をもって知事を退任（後任は嘉田が後継指名した民主党出身の三日月大造が2014年滋賀県知事選挙で当選）、阿部はみどりの風を離党して民主党へと移った。

## 役職

### 歴代代表一覧
| 代 | 代表 | 代表       | 在任期間                                               |
| -- | ---- | ---------- | ------------------------------------------------------ |
| 1  |      | 嘉田由紀子 | 2012年（平成24年）12月27日 - 2013年（平成25年）1月20日 |
| 2  |      | 阿部知子   | 2013年（平成25年）1月20日 - 2014年（平成26年）12月31日 |

### その他の役職
- 幹事長
  - 阿部知子（代表兼務）
- 政策アドバイサー
  - 飯田哲也（NPO「環境エネルギー政策研究所」所長）
  - 嘉田由紀子（滋賀県知事）